# Roy Oppenheim

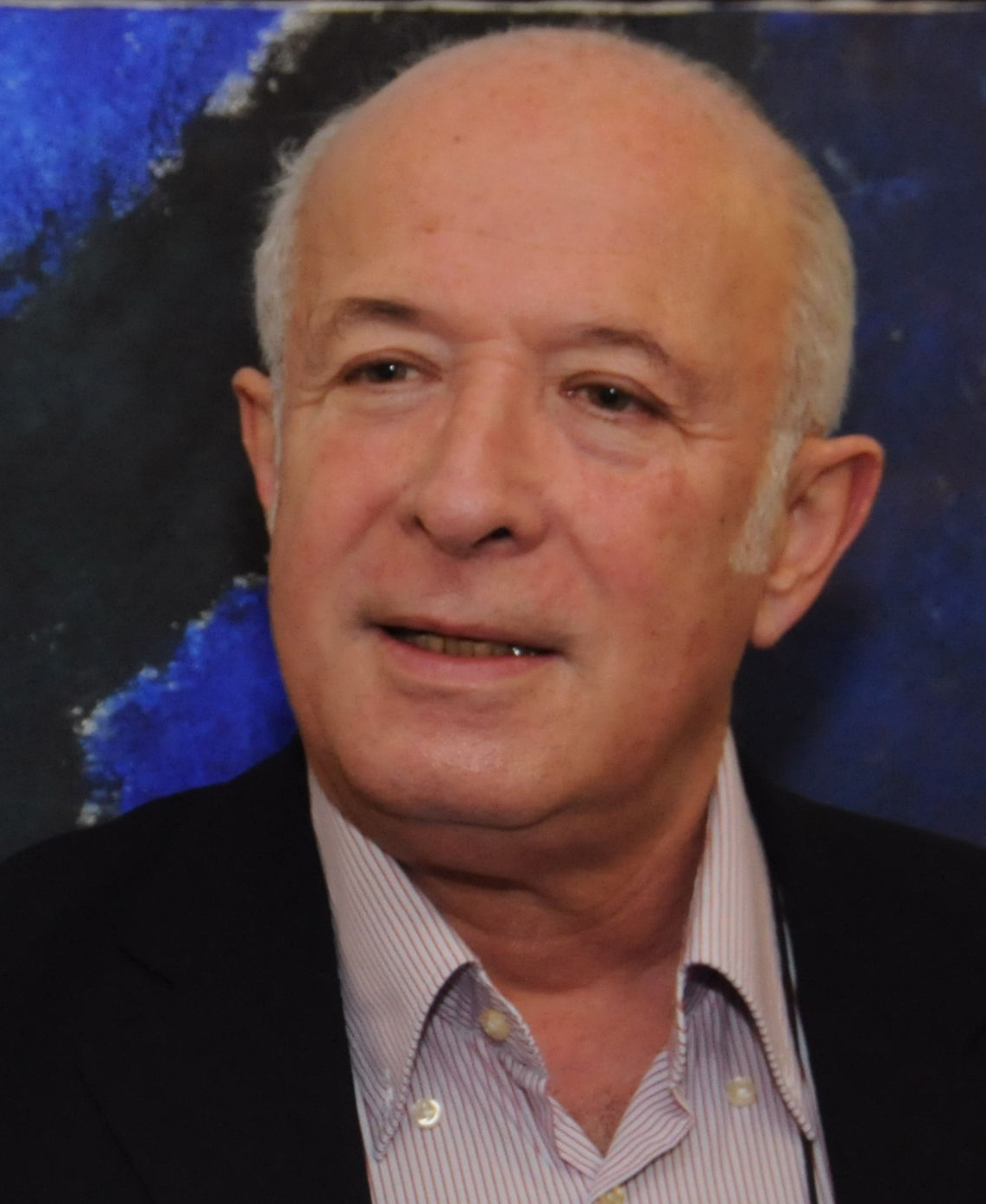
Roy Oppenheim (2009)

Roy Oppenheim (* 2. September 1940 in Baden; † 8. April 2025 ebenda) war ein Schweizer Kulturpublizist und Radio- und Fernsehmanager. Er war u. a. Leiter des Ressorts Kultur des Schweizer Fernsehens, Direktor Schweizer Radio International, gründete den 4. Fernsehkanal S Plus und war langjähriger Präsident von arttv.ch. Er moderierte Fernsehsendungen, verfasste zahlreiche Bücher und produzierte Filme.

## Leben und Wirken
Roy Oppenheim verbrachte seine Jugend in Baden. Nach dem Sekundarlehrerpatent am Lehrerseminar Wettingen studierte er von 1960 bis 1968 Kunstgeschichte, Geschichte und Publizistik in Zürich. Sein Studium verdiente er sich als freier journalistischer Mitarbeiter beim Radio und Fernsehen und kam so zum ersten Mal mit den elektronischen Medien in Kontakt. Im Schweizer Militär bekleidete Oppenheim den Grad eines Obersts (Presse und Funkspruch).
Von 1971 bis 1997 war er bei Radio und Fernsehen der SRG in verschiedenen Funktionen tätig: als Leiter des Ressorts Kultur des Schweizer Fernsehens, Abteilungsleiter der nationalen Programmkoordination SRG. Von 1972 bis 1975 beriet Oppenheim den Europarat in Fragen der kulturellen Aufgabe des Fernsehens und des Kulturaustausches. Von 1972 bis 1976 war er Experte der UNESCO Paris für Fragen der kulturellen Zusammenarbeit im Bereich des Fernsehens. Während des Kalten Krieges initiierte er im Auftrag des Europarates Fernsehproduktionen wie «Kunstwerke auf dem Prüfstand» zwischen Fernsehstationen des Ostblocks und westlicher Länder. Von 1983 bis 1986 leitete er die nationale Programmkoordination Radio/Fernsehen der SRG. In dieser Funktion führte er das interregionale Radioprogramm «Notturno» ein. 1989 wurde er Direktor von Schweizer Radio International und Telefonrundspruch (bis 1997). 1990 führte er eine neue Strategie ein und verbreitete die Sendungen von Schweizer Radio International erstmals anstelle der Kurzwelle über den Satelliten Astra.
Bekannt wurde Oppenheim durch zahlreiche Fernsehinterviews mit Persönlichkeiten des kulturellen Lebens wie u. a. Yehudi Menuhin, Oskar Kokoschka, Audrey Hepburn, Marc Chagall, Leopold Lindtberg, Bernhard Luginbühl und Jean Tinguely. Von 1991 bis 1994 baute er als Direktor die 4. Fernsehkette auf (S Plus, Schweiz 4). Bei S Plus verschaffte er neuen Fernsehanbietern feste Sendeplätze wie z. B. Neue Zürcher Zeitung, Ringier, Curti Medien, Basler Zeitung und Beobachter. Ebenfalls kamen bei S Plus erstmals in der Schweiz Videojournalisten zum Einsatz. Anschliessend war er Direktor Marketing und Kommunikation der Generaldirektion der SRG und von 1999 bis 2007 Leiter Kommunikation der SUISA. In dieser Funktion initiierte er das Expo.02-Projekt Klangturm auf der Arteplage Biel. 2001 gründete er die eigene Medienfirma artup GmbH. Von 2001 bis 2007 leitete er das neue Skulpturenmuseum Erwin Rehmann in Laufenburg.
Ab dem Tod seiner Mutter Edith Oppenheim-Jonas im Jahre 2001 betreute Oppenheim die Rechte der Schweizer Cartoon-Figur Papa Moll. 
Oppenheim war verheiratet und Vater eines Sohnes. Er war ein Neffe des Malers Walter Jonas (1910–1979).

## Weitere Funktionen und Mitgliedschaften (Auswahl)
- Mitglied im Stiftungsrat Glückskette (1984–1989)
- Mitglied des Vorstandes Verkehrshaus Luzern (1991–1998)
- Gründungsmitglied der SUISA-Stiftung für Musik (1989–2007)
- Verwaltungsrat bei Publisuisse (1992–1994)
- Mitglied der Koordinationskommission für die Präsenz der Schweiz im Ausland (KOKO) (1985–1999)
- Mitglied der Reformgruppe Koordinationskommission für die Präsenz der Schweiz im Ausland, heute Präsenz Schweiz (1997–1999)
- Sprecher und Mitglied der PPL, der Politisch-Publizistischen Leitung des Stabes Bundesrat APF (1996–2000)[12]
- Vorstandsmitglied der Kunsthalle Bern (1996–2000)
- Vizepräsident der Nationalen Schweizerischen UNESCO-Kommission (1998–2004)[13]
- Präsident der Communication Group der CISAC (2002–2007), der International Confederation of Societies of Authors and Composers (232 Mitgliedergesellschaften in 120 Ländern)
- Mitglied der Martin C. Stucki Stiftung Kamerun Obang (2003–2018)[14]
- Präsident des Forum Helveticum (2002–2016)
- Initiant des Jüdischen Kulturwegs Endingen-Lengnau (2009)
- Initiant des jüdisch-christlichen Vermittlungsprojektes «Doppeltür» (2014)[15]
- Präsident arttv.ch – das Schweizer Kulturfernsehen (2008–2017)

## Veröffentlichungen (Auswahl)

### Fernsehen
- Zoltan Kemeny. Das Lebenswerk des Ungarn-Schweizer Bildhauers. SRF, 1967
- Le Corbusier. Dokumentarfilm, SRF und RTS, Ausstrahlung 1967[16]
- Hans Erni. Ein Porträt. 120-minütiger Dokumentarfilm. Buch und Gestaltung Roy Oppenheim. SRF 1967
- Robert Walser, SRF, 1967
- Luzern, die klingende Stadt. Ein Dokumentarfilm über die Geschichte der Musikfestwochen: Von Toscanini bis Karajan. 60 Min. Buch und Gestaltung Roy Oppenheim. SRF 1967
- Tut um Gottes Willen etwas Tapferes. Huldrych Zwingli. Dokumentarfilm 50 Min. Buch und Gestaltung Roy Oppenheim. SRF 1968
- Abenteuer Malerei. 13-teilige Reihe über das Wesen der Malerei nach dem Buch von René Berger. Gestaltung Roy Oppenheim. SRF, 1971
- Die Schweiz im Krieg 1939–1945. 12-teilige Dokumentarfilmreihe von Werner Rings. Produzent Roy Oppenheim. SRF 1973
- Auf den Spuren von Till Eulenspiegel. Im Rahmen der ZDF/ORF/SRF-Reihe Schauplätze der Weltliteratur. Buch und Gestaltung Roy Oppenheim. 1980
- Biedermann und Bummelmeier – Ein Spaziergang durch die Welt des Malers Carl Spitzweg. Buch: Roy Oppenheim, Regie: Walter Klapper. SRF 1981
- Die Entdeckung der Alpen. Schweizer Beitrag zur internationalen Sendereihe «Europäisches Erbe». Buch und Gestaltung Roy Oppenheim. SRF 1973
- Zeichen der Zukunft. 3-teilige Dokumentarfilmreihe über den Einfluss der Zivilisation auf die kulturelle Entwicklung. Buch und Gestaltung Roy Oppenheim. SRF 1975
- «Der Mensch muss nicht bleiben, was er ist». 150 Jahre Johann Heinrich Pestalozzi. 50 Min. Buch und Gestaltung Roy Oppenheim. Schweizer Fernsehen DRS, 1977
- Wach auf, Schweizervolk. Die Schweiz zwischen Frontismus, Verrat und Selbstbehauptung 1914–1940. Produzent Roy Oppenheim. SRF 1979
- Auf den Spuren von Till Eulenspiegel. Im Rahmen der ZDF/ORF/SRF-Reihe Schauplätze der Weltliteratur. Buch und Gestaltung Roy Oppenheim. 1980
- Biedermann und Bummelmeier – Ein Spaziergang durch die Welt des Malers Carl Spitzweg. Buch Roy Oppenheim, Regie Walter Klapper. SRF 1981
- Zeugen des Jahrhunderts. Koproduktionsserie ZDF, ORF, SRF. Ab 1979. Produzent für die Schweiz: Roy Oppenheim
- Johannes Itten, Lindtberg, Leopold, Schweizer Theater- und Filmregisseur. Roy Oppenheim im Gespräch mit Leopold Lindtberg. Schweizer Fernsehen DRS 1982. 43 Min. Zusätzlich zur ausgestrahlten 43-minütigen TV-Sendung noch eine 186-minütige Langfassung des Gesprächs
- Der Weg zur Gegenwart – Die Schweiz im neunzehnten Jahrhundert / Les Dernières nouvelles de notre passé / La svizzera nell’otto cento. 13-teilige Fernsehreihe, Autoren Georg Kreis u. a. Produzent Roy Oppenheim. SRG 1986

### Film
- Auguste Rodin. Ich bin eine Brücke zwischen Gestern und Morgen. Dokumentarfilm. Buch und Gestaltung Roy Oppenheim. Produktion artup GmbH, 2003
- Ludwig Hohl. Ein Film in Fragmenten. 1982. 78 min. Produktion Roy Oppenheim, Drehbuch Alexander J. Seiler, Kamera Pio Corradi
- Jurapark Nordwest. Dokumentarfilm 50 Min. Buch und Gestaltung Roy Oppenheim. Artup GmbH, 2007
- Beflügeltes Gehirn. Neurowissenschaften im kulturellen Dialog. 3 Teile. Buch und Gestaltung Roy Oppenheim, Produktion artup GmbH, 2011
- Turo Pedretti. Ein grosser Maler des Engadins. Buch und Gestaltung Roy Oppenheim, Produktion artup GmbH, 2014
- Alberto Giacometti – Spurensuche. 75 unbekannte Gipse auf dem Prüfstand. Buch und Gestaltung Roy Oppenheim, Produktion artup GmbH, 2016

### Bücher
- Die Entdeckung der Alpen. Huber Verlag, Frauenfeld 1974, ISBN 3-7193-0484-1.
- Paul Racle. Eine Biografie. Verlag Treffpunkt Kunst, Zürich 1982.
- mit Erwin Rehmann, Hrsg. Marcel Joray: Die Plastik des 20. Jahrhunderts. Band 3. Éditions du Griffon, Neuenburg 1987.
- Der Krieg der Bilder: Kultur im Zeitalter der elektronischen Medien (= Beiträge zur Kommunikations- und Medienpolitik. Band 12). Verlag Sauerländer, Aarau u. a. 1990, ISBN 3-7941-3241-6.
- Edeltraud Abel. Verlag Treffpunkt Kunst, Zürich 1990.
- als Hrsg.: Journalismus aus Leidenschaft: Oskar Reck – Ein Leben für das Wort. Stämpfli, Bern 2003, ISBN 3-7272-3240-4 (Buch + 2 CD-ROM).
- mit Silvio Mattioli, Abt Daniel Schönbächler, Katharina Mattioli: Silvio Mattioli – Mit Feuer und Flamme – Plastisches Schaffen 1949–2004. Monografie. Huber Verlag, Frauenfeld 2004, ISBN 3-7193-1348-4.
- mit Ulrich Bollmann: Die Stimme, die durch Beton geht. Baden-Verlag, 2004, ISBN 3-85545-135-4.
- Alberto Giacometti. Bergell – Rom – Paris. Ein Leben im Widerhall der Berge. Hrsg.: Museum Ciäsa Granda, Stampa, Museum Rehmann. Laufenburg 2006, ISBN 978-3-033-00884-7.
- als Hrsg. mit Joan Fuchs-Oppenheim: Spitzkehren und andere Kunststücke. Das Leben von Edith Oppenheim-Jonas. Erfinderin von Papa Moll. hier und jetzt Verlag, 2008, ISBN 978-3-03919-079-9.
- als Hrsg.: Alex Sadkowsky: Bio-Foto-Kultografie. Scheidegger & Spiess, 2009, ISBN 978-3-85881-295-7.
- als Hauptautor, mit Textbeiträgen von Stephan Kunz, Dora Lardelli: Turo Pedretti, ein grosser Maler des Engadins. Till Schaap Edition, Bern 2014, mit Film-DVD, Produktion artup GmbH 2015, ISBN 978-3-03828-019-4.
- Appassionato. Heinz Aeschlimann. Künstler, Unternehmer, Visionär. Till Schaap Edition, 2015, ISBN 978-3-03828-004-0.
- Qin Feng. Ein grosser chinesischer Künstler (chinesisch, englisch, deutsch). Art-St-Urban 2015.
- mit Rachela Oppenheim: Werkkatalog Walter Jonas, elektronisch. 2016 ((walterjonas.ch)).
- mit Karina Wisniewska, Guido Magnaguagno: Silence between notes. 144 S. 2017. Till Schaap Edition, ISBN 978-3-03878-008-3.
- mit Nicole Dreyfus: In weiser Voraussicht gegründet. 100 Jahre Verein zur Erhaltung der Synagogen und des Friedhofs Endingen-Lengnau. 96 S. 2020. Hrsg. Verein zur Erhaltung der Synagogen und des Friedhofs Endingen-Lengnau. Druck Bürli AG, Döttingen, ISBN 978-3-033-07784-3.
- Mummenschanz. Die Virtuosen der Stille und ihre erfolgreiche Reise durch die Welt der Fantasie. 288 S., 398 Abbildungen. 2021, Werd & Weber Verlag AG, ISBN 978-3-03922-129-5.